# Löcknitz (rivier)
De Löcknitz is een zijrivier van de Elbe in Duitsland, die door de deelstaten Mecklenburg-Voor-Pommeren, Brandenburg en Nedersaksen loopt.